# سه دقیقه نخستین
سه دقیقه نخستین: نمایی امروزی از سرآغاز هستی (انگلیسی: The First Three Minutes: A Modern View of the Origin of the Universe) (۱۹۷۷؛ چاپ دوم ۱۹۹۳) کتابی است نوشتهٔ فیزیک‌دان آمریکایی استیون واینبرگ.
واینبرگ تلاش می کند مراحل اولیهٔ جهان، پس از انفجار بزرگ را توضیح دهد. در ابتدای کتاب، واینبرگ به ریشه‌ها و پیامدهای قانون هابل، همچنین به شواهد جمع‌آوری‌شده برای گسترش جهان می‌پردازد. وی سپس داستان کشف تابش زمینهٔ کیهانی را بازگو می‌کند. پس از ارائه مبانی‌ای برای درک اخترفیزیک و فیزیک ذرات به خواننده، در فصل ۵، واینبرگ نحوهٔ آرایش جهان پس از پیدایش را، در مجموعه‌ای از قاب‌ها به تصویر می‌کشد.